# Sphaerostylis tulasneana
Sphaerostylis tulasneana är en törelväxtart som beskrevs av Henri Ernest Baillon. Sphaerostylis tulasneana ingår i släktet Sphaerostylis och familjen törelväxter. Inga underarter finns listade i Catalogue of Life.